# Immunologische Synapse

Von der antigenpräsentierenden Zelle wird das Antigen, gebunden am MHC-II, dem T-Zell-Rezeptor vorgezeigt, was den zugrunde liegenden Auslöser für die Bildung der „Immunologischen Synapse“ ausmacht.

Als Immunologische Synapse (oder supramolekularer Adhäsionskomplex; auch supramolekulares Aktivierungscluster (SMAC bzw. supramolecular activation cluster)) bezeichnet man in der Immunologie die Kontaktstelle, über die zwei Zellen des Immunsystems (z. B. ein Leukozyt, etwa ein T-Lymphozyt, mit einer Antigenpräsentierenden Zelle) oder eine Immunzelle mit einer Gewebszelle miteinander in Verbindung treten. Die Bezeichnung wurde in Anlehnung an den Begriff der neuronalen Synapse geprägt, unterscheidet sich davon aber in wesentlichen Punkten. Vor allem handelt es sich bei der immunologischen im Gegensatz zur neuronalen Synapse um ein kurzzeitiges, vorübergehendes Phänomen. Dieses ist Gegenstand vieler aktueller Forschungen

## Funktion
Rezeptoren und Adhäsionsmoleküle auf Zelloberflächen sind nicht an einen bestimmten Ort gebunden, sondern können sich innerhalb der Zellmembran relativ frei bewegen. Wenn Zellen miteinander in Kontakt treten, kommt es zu einer speziellen Anordnung dieser Moleküle in Richtung der jeweils anderen Zelle. Durch die Konzentration von Rezeptoren und Zelladhäsionsmolekülen an einem Ort auf der Zellmembran und von weiteren Signalmolekülen im Zytoplasma der Zelle direkt unterhalb der Kontaktstelle können wichtige Signale zwischen Zellen ausgetauscht werden.
Je nach Art der beteiligten Zellen und der Signalmoleküle kann die Informationsübertragung über die immunologische Synapse zu ganz unterschiedlichen Konsequenzen für die beteiligten Zellen führen, z. B. programmierter Zelltod, Phagozytose einer Zelle, oder vermehrte Proliferation.

## Struktur
Die immunologische Synapse ist meist aus konzentrischen Ringzonen aufgebaut, die jeweils Anhäufungen von besonderen Proteinen enthalten – was auch als bull’s-eye-Modell der immunologischen Synapse bezeichnet wird. Neuere Forschungen haben ergeben, dass die immunologische Synapse in einen zentralen und einen (bzw. mehrere konzentrische) peripheren Bereich(e) unterteilt werden kann:
- zentrales supramolekulares Aktivierungscluster (cSMAC): Hier konzentrieren sich die Rezeptoren, die zur Zellaktivierung nötig sind und an spezifischen Signaltransduktionsketten beteiligt sind.
- peripheres supramolekulares Aktivierungscluster (pSMAC): Hier konzentrieren sich interzelluläre Adhäsionsmoleküle (ICAMs), die u. a. auch eine mechanische Funktion bei der Entstehung und der Aufrechterhaltung der Synapse haben.
- distales supramolekulares Aktivierungscluster (d-SMAC bzw. distal-SMAC): Hier konzentrieren sich die Moleküle CD43 und CD45.[2][3]

Neuere Forschungen bewiesen jedoch auch, dass nicht alle immunologischen Synapsen ein solches konzentrisches Muster haben. Beispielsweise gibt es andere Muster in der Synapse zwischen einer T-Zelle und einer dendritischen Zelle.

## Vorkommen
Immunologische Synapsen werden ausgebildet als vorübergehende Kontaktzonen zwischen Zellen des Immunsystems untereinander (T-Lymphozyten, B-Lymphozyten, Makrophagen, Natürliche Killerzellen) und zwischen Immunzellen und Gewebszellen.